# Youssef Ali Nesaif Boukhamas
Youssef Ali Nesaif Boukhamas, född 1 januari 1969, är en friidrottare från Bahrain. Han deltog vid olympiska sommarspelen 1992.